# Ministerio de Finanzas y Precios (Cuba)
El Ministerio de Finanzas y Precios de la República de Cuba, conocido por el acrónimo MFP, es el equivalente al Ministerio de Hacienda de Cuba.

## Historia
Fue Ministerio de Hacienda hasta 1965. Entre 1965 y 1976, el ministerio fue suprimido y sus funciones pasaron al Banco Central de Cuba. Entre 1976 y 1994, dichas funciones fueron trasladadas al Comité Estatal de Finanzas. Finalmente, en 1994, se fusionan el Comité Estatal de Finanzas con el Comité Estatal de Precios para formar el actual Ministerio de Finanzas y Precios.

## Ministros

### Ministros de Hacienda (1959-1965)
- Raúl Chibás (1959)
- Rufo López Fresquet (1959-1960)
- Rolando Díaz Aztaraín (1960-1962)
- Luis Álvarez Rom (1962-1965). Disuelto

### Comité Estatal de Finanzas (1976-1994)
- Francisco García Vals (1976-1985)
- Rodrigo García León (1985-1993)
- José Luis Rodríguez García (1993-1995) - Designado Ministro de Economía

### Comité Estatal de Precios (1976-1994)
- Santiago Riera Hernández (1976-1982)
- Antonio Rodríguez Maurell (1982-1985) - Designado Ministro del Azúcar
- Arturo Guzmán Pascual (1985-1994) Integrado a Ministerio de Finanzas y Precios

### Ministros de Finanzas y Precios (1994-ctualidad)
- Manuel Millares Rodríguez (1995-2003)
- Georgina Barreiro Fajardo (2003-2009)
- Lina Pedraza Rodríguez (2009-2018)
- Meisy Bolaños Weiss (2018--en el cargo)